# ランタンボール
ランタンボールは、インド北西部、ラージャスターン州に含まれる地域。
この地は、ラージプートの有力王朝のひとつチャウハーン朝がタラーインの戦いでゴール朝のシハーブッディーン・ムハンマド（ムハンマド・ゴーリー）に敗れて1192年にいったん滅亡した後に、12世紀後半から13世紀初頭に、ラージプートでもっとも強大な王国として再興された場所として知られる。ランタンボール王国は奴隷王朝のバルバンもよせつけず、ハルジー朝のジャラールッディーン・ハルジーによる1290年の攻撃も撃退したが、1301年にアラーウッディーン・ハルジーによって滅ぼされた。
現在はデリーから列車で4～5時間ほどで、国立公園があり、トラなどの動物保護区としても知られる。